# Ausbürgerung
Met het Duitse begrip Ausbürgerung wordt de overheidsmaatregel aangeduid waarmee een persoon zijn nationaliteit wordt ontnomen. Wanneer deze persoon geen andere nationaliteit bezit wordt hij hierdoor stateloos. Het begrip is in het Nederlandse taalgebied voornamelijk bekend geworden door de Ausbürgerung van Wolf Biermann in 1976.

## Ausbürgerungen in nazi-Duitsland
De eerste Ausbürgerungen in nazi-Duitsland vonden plaats op 25 augustus 1933, toen een eerste lijst werd gepubliceerd van 33 personen van wie het Duitse staatsburgerschap was afgenomen. Op deze eerste lijst stonden onder meer de schrijvers Lion Feuchtwanger, Heinrich Mann, Ernst Toller en Kurt Tucholsky, communisten Willi Münzenberg en Wilhelm Pieck en de sociaaldemocraat Philipp Scheidemann. Op deze eerste lijst zouden nog 358 Ausbürgerungslisten volgen waarmee in totaal 39.006 mensen hun staatsburgerschap verloren. Hieronder waren Willy Brandt, Albert Einstein, Oskar Maria Graf, Thomas Mann, Erich Maria Remarque en  Robert Stolz.
De Duitse Joden behielden hun staatsburgerschap ook na invoering van de Neurenberger rassenwetten, hoewel de Joden in de praktijk geen gelijkberechtigde burgers meer waren. Na 25 november 1941 verloren Joden hun Duitse staatsburgerschap wanneer zij de Duitse rijksgrens overschreden.

## Ausbürgerungen in de DDR
Burgers van de DDR van wie de regering het staatsburgerschap ontnam werden normaliter niet stateloos: in de Bondsrepubliek kon iedere Duitser zonder verdere formaliteiten het Duitse staatsburgerschap krijgen. De Ausbürgerung had echter als consequentie dat familie en vrienden in de DDR niet meer bezocht konden worden. Een deel van de betroffenen was ook niet tegen het socialisme op zich, maar stond wel kritisch tegenover de machthebbers in de DDR. Het bekendste geval van Ausbürgerung betrof Wolf Biermann die na een Berufsverbot van 11 jaar toestemming had gekregen om in Keulen op te treden. Tijdens zijn verblijf in de Bondsrepubliek werd hem op 16 november 1976 het staatsburgerschap van de DDR ontnomen. Dit leidde tot grote protesten in de kunstwereld in de DDR. De harde reactie van de zijde van het SED-regime leidde tot een breuk tussen het regime en de kunstwereld, die tot dan toe loyaal was aan de DDR. Andere bekende personen die Ausgebürgert werden zijn de schrijvers Jürgen Fuchs, Reiner Kunze, Erich Loest, de musicus Christian Kunert en de burgerrechtenactivist Roland Jahn. Ook de 33.755 politieke gevangenen die door de Bondsrepubliek werden vrijgekocht verloren hun DDR-staatsburgerschap.